# Pompeu Fabra
Pompeu Fabra i Poch (La Salut, 20 de fevereiro de 1868 —  Prades, 25 de dezembro de 1948) foi um engenheiro industrial espanhol, conhecido por ter estabelecido a normativa moderna da língua catalã.
Em sua homenagem foi criada, a 18 de junho de 1990, a Universidade Pompeu Fabra, na cidade de Barcelona.

## Histórial
Infância
Pompeu Fabra nasceu em 1868 na rua virgem da saúde, no bairro de La Salut, da antiga Vila de Gràcia — hoje parte da cidade de Barcelona —, onde viveu dous anos. Era filho de Josep Fabra i Roca e de Carolina Poch i Martí. Tinha doze irmãos, dos quais só atingiram a idade adulta ele e duas mais. Aos cinco anos de idade foi proclamada a Primeira República Espanhola (1873), durante a qual o seu pai foi eleito alcaide da Vila de Gràcia.
Um início polémico
Foi um estudante aplicado que se destacava em matemática, o que o levou aos estudos de engenharia industrial. Todavia, a sua vocação era outra com uma forte inclinação autodidata para a filologia. Em (1891) a editora de L`Avanç publicou o Ensaio de gramática do catalão moderno, por primeira vez com a metodología científica, que descreve a língua falada com uma cuidada trancrição fonética. Junto a Joaquín Casas Carbó e Jaume Massó y Torrents, Fabra empredeu a segunda campanha lingüística da revista L`Anveç, foram um dos primeiros intentos científicos de regularização da língua catalana, estes intentos provocaram muitas polémicas e construiram um esboço da futura normalização. Segundo o próprio, a descoberta desta vocação aconteceu num dia em que estava a escrever uma carta para os seus sobrinhos e apercebeu-se de que só dominava a língua que falava. Desde então, o meticuloso engenheiro dedicou-se apaixonadamente ao estudo do catalão, a fim de resgatá-lo do seu desuso e atualizá-lo.[carece de fontes?]
En 1902 ganho por opososição o cargo de investigador principal de química na universidade de engenharia de Bilbão, cidade onde viveu de maneira até o ano de 1912. A da distância de seu país de origem, durante aqueles anos intensificou sua filologia.Ao voltar este ano a Bilbão, Fabra se mudou a Badalona, que era então uma cidade pesqueira, um lugar muito apropriado para um homem que havia encontrado o gosto por viver longe das grandes cidades. O maestro estabeleceu ali sua residência de 1912 até 1939, quando partiu ao exílio.[carece de fontes?]
Em 1906 participou do primeiro Congresso Internacional da Língua Catalã, com comunicação em questão da ortografia catalã. Seu prestígio intelectual saiu enormemente reforçado, até o ponto que Prat de la Riba o chamou para dirigir um projeto para normativar a linguística do catalão. Por este motivo voltou a Catalunha, onde foi nomeado fundador da Sessão Filológica do Instituto dos Estudos Catalães e ocupou o Cargo de Investigador dos Estudos Universitários Catalães. Em 1912 editou uma Gramática da língua catalã, embora que em castelhano; um ano depois deu a conhecer as Normas ortográficas (1913), uma larga reforma ortográfica, promulgada pelo Instituto de Estudos Catalães, nos quais, junto a fervorosos acessos, provacaram uma corrente contrária de opinião. Um dos pomtos básicos da ortagrafia defendida por Fabra foi o respeito pela pronunciação dos dialetos e a etimologia das palavras. O dicionário ortográfico(1917) completou as normas em 1913.[carece de fontes?]
Um magistério eficaz
A partir de 1918, com a publicação da Gramatica Catalã, adotada, em prática como oficial, se iniciou uma fase que termina em 1931 com a publicação do Dicionário General da língua catalã. Do mesmo ano é o curso médio de gramática catalã, pensado especialmente para a escola e reeditado em 1968 com o título de Introdução Gramática Catalã. As conversas Filológicas(1924) surgiram por saudade de divulgar suas reflexões linguísticas. São artículos relativamente breves que propõe e resolvem muitas dúvidas idiomáticas muito frequentes.[carece de fontes?]
Em 1925 começou a trabalhar com o Conselho Provincial de Barcelona, precisamente na sessão de encorajamento e instrução pública de belas artes.[carece de fontes?] Em 1927 foi nomeado professor de Prosódia Catalã no Instituto de Teatro.
A consolidação de uma tarefa
Isto ocorria num momento em que a Catalunha — pelo menos desde a segunda metade do século XIX — tinha iniciado um processo de recuperação da língua e literatura catalãs. Fabra contribui com várias obras, como as Normes ortogràfiques (1913) e a Gramática Catalana (1918) (escrita em castelhano).[carece de fontes?] Não obstante, a sua obra mais importante é, sem dúvida, o Diccionari General de la Llengua Catalana, que saiu ao público em 1932.
Pompeu de Fabra foi um excursionista, amante do Gran Teatre del Liceu e desportista, além de ter sido um homem de muito prestígio e popularidade na Catalunha. Entre 1931 e 1936 foi alvo de diversas homenagens, entre elas a nomeação a professor catedrático na Universidade de Barcelona em 1932, doutor honoris causa pela Universidade de Toulouse e, ainda, presidente honorário da Societat Catalana d'Estudis Històrics. Presidiu, também, os Jocs Florals de Montpellier (1946).[carece de fontes?]
Os anos mais produtivos da sua vida intelectual foram passados em Badalona. Foram mais de 25 anos: desde outubro de 1912 até o 1939. Decidiu viver ali para melhorar a saúde da sua filha Teresa. Ademais, estava habituado a morar em cidades mais pequenas, como quando residira em Begoña no País Basco.
Faleceu em 25 de dezembro de 1948, na comuna francesa de expressão catalã Prades, onde se tinha exilado ao instaurar-se a ditadura fraquista em Espanha.